# The Island (Colorado)
The Island ist eine Insel im Cheeseman Lake im Douglas County in Colorado, USA.
Die Insel hat eine Länge von etwa 330 m und eine Breite von 200 m bei einer bewachsenen Gesamtfläche von 0,3 Hektar und liegt im oberen Teil des Cheeseman-Stausees. Die Insel ist unbewohnt und aufgelockert mit Buschwerk und Bäumen besetzt, ihr höchster Punkt liegt auf 2111 m. Die Insel ist wie fast die gesamte Region aus grobem „Pikes Peak Granit“ aufgebaut. Bei niedrigem Wasserstand des Sees ist „The Island“ über einen schmalen Streifen mit dem Land verbunden. Die Verwaltungsgrenze zwischen „Douglas County“ und dem westlich gelegenen Jefferson County verläuft in der Seemitte, wobei „The Island“ dem östlichen Seeufer vorgelagert ist und so zum Douglas County gehört.
Der „Cheeseman Stausee“ erstreckt sich in nord-südlicher Richtung und hat eine Länge von 8 km und eine maximale Breite von 600 m, seine Wasseroberfläche liegt bei höchstens 2087 m. Er liegt im Pike-Nationalforst zwischen Denver und Colorado Springs, der sich mit 4,478 km² über Clear Creek County, Teller County, Park County, Jefferson County, El Paso County und Douglas County erstreckt.
Im Juni 2002 wurden durch einen Waldbrand, das sogenannte Hayman-Feuer, 550 km² des Pike-Nationalforsts zerstört, also mehr als 10 Prozent des gesamten Parkgeländes.